# Garota da Moto
Garota da Moto é um filme brasileiro de 2021, do gênero drama, dirigido por Luís Pinheiro e produzido pela Mixer Films, a partir de um roteiro de David França Mendes. O filme é inspirado na série A Garota da Moto e estrelado por Maria Casadevall no personagem título.

## Sinopse
Joana (Maria Casadevall) trabalha como motogirl e vive constantemente em estado de alerta depois de fugir de um atentado contra sua própria vida e a de seu filho. Neste ciclo de busca por justiça pelos perigos que a cercam, ela está sempre preparada para para proteger todos que vivem próximos a ela, lutando pelos marginalizados da sociedade.

## Elenco
- Maria Casadevall como Joana Souza "Jô"
- Kevin Vechiatto como Nicolas Souza Sales de Albuquerque "Nico"
- Duda Nagle como Peixoto
- Roberto Birindelli como Guimarães
- Naruna Costa como Policial Ribeiro
- Felipe Montanari como Marley
- Fernanda Viacava como Valéria "Val"
- Murilo Grossi como Reinaldo Souza "Rei"
- Gilda Nomacce como Liége Bandeira
- Marcelo Rocha

## Produção
O filme é uma adaptação para cinema da série A Garota da Moto. O roteiro inclui histórias novas e foi escrito por David França Mendes, que é um dos criadores da série que inspirou o filme.
A direção do filme é de Luís Pinheiro. A personagem protagonista segue sendo a mesma da série, porém a atriz que a interpreta é Maria Casadevall. Anteriormente, o papel era defendido pela atriz Christiana Ubach, que não pode participar da produção por estar grávida. Casadevall e o diretor Luís Pinheiro já haviam trabalhado em dois projetos anteriores, a série Lili, a Ex e na comédia Mulheres Alteradas.
Para compor sua personagem, Maria Casadevall frequentou aulas de artes marciais. O filme é produzido pela Mixer Films em parceria com 20th Century Studios.

## Lançamento
O pôster oficial e o trailer do filme começaram a ser divulgados a partir de 1 de setembro de 2021 pela distribuidora Paris Filmes. O filme chega aos cinemas em 23 de setembro de 2021.